# Tardoire
Die Tardoire ist ein Fluss in Frankreich, der in der Region Nouvelle-Aquitaine verläuft. Sie entspringt im Gemeindegebiet von Pageas, im Regionalen Naturpark Périgord-Limousin, entwässert generell in nordwestlicher Richtung und mündet nach rund 113 Kilometern, im Gemeindegebiet von Saint-Ciers-sur-Bonnieure, als linker Nebenfluss in die Bonnieure. Sie durchquert auf ihrem Weg die Départements Haute-Vienne sowie Charente und berührt auf einigen Kilometern als Grenzfluss auch das Département Dordogne. Unterhalb von Montbron verlässt sie die kristalline Gesteinszone und erreicht das Karstgebiet von La Rochefoucauld. Hier sind immer wieder Grotten und unterirdische Höhlen vorhanden, die die Wasserführung reduzieren. Unterhalb von Rivières verschwindet der Fluss bei normaler Wasserführung vollständig von der Oberfläche, nur bei sehr hohem Wasserstand erreicht er seine Mündung in die Bonnieure. Die Wassermassen der Tardoire und ihres Nebenflusses Bandiat treten in der Nähe von Angoulême wieder ans Tageslicht und bilden dort den Fluss Touvre.

## Orte am Fluss
- Châlus
- Champagnac-la-Rivière
- Cussac
- Maisonnais-sur-Tardoire
- Montbron
- La Rochefoucauld
- Rivières
- Agris
- Coulgens
- Saint-Ciers-sur-Bonnieure

## Gemeinde am Fluss
(Quellen: )
- Agris
- Busserolles
- Bussière-Badil
- Châlus
- Champagnac-la-Rivière
- Champsac
- Chéronnac
- Coulgens
- Cussac
- Écuras
- Eymouthiers
- La Rochefoucauld-en-Angoumois
- La Rochette
- Les Salles-Lavauguyon
- Maisonnais-sur-Tardoire
- Montbron
- Moulins-sur-Tardoire
- Oradour-sur-Vayres
- Pageas
- Puyréaux
- Rivières
- Roussines
- Saint-Bazile
- Saint-Ciers-sur-Bonnieure
- Saint-Mathieu
- Saint-Sornin
- Val-de-Bonnieure
- Vouthon